# Radehova
Radehova – wieś w Słowenii, w gminie Lenart. W 2018 roku liczyła 210 mieszkańców.